# Joshua Redman
Joshua Redman (Berkeley, 1º febbraio 1969) è un sassofonista e compositore statunitense.

## Biografia
Joshua è figlio del famoso sassofonista Dewey Redman e della danzatrice Renee Shedroff.
Durante l'infanzia ebbe pochi contatti con il padre se non attraverso l'ascolto dei suoi dischi e, durante le rare visite che gli faceva, era accompagnato da Ornette, Keith Jarrett e altri musicisti.
Joshua quindi visse solo con la madre, Renee Shedroff, ballerina e bibliotecaria.
La sua formazione musicale inizia all'età di soli 5 anni quando sua madre lo iscrive al Center for world music in una classe di musica indonesiana e indiana.
Questo particolare genere musicale insieme alle registrazioni di Sonny Rollins, John Coltrane, Dexter Gordon e Dewey Redman furono le sue prime influenze musicali.
Inizia subito a studiare il flauto, chitarra e pianoforte e ad ascoltare la musica popolare di James Brown, Earth Wind & Fire, The Commodores, Led Zeppelin e The Beatles.
A 10 anni si indirizza verso il sassofono tenore, strumento che aveva ascoltato praticamente sino dalla nascita e verso cui si sentiva naturalmente predisposto.
Sebbene diventasse presto un promettente sassofonista, Joshua era molto spesso più interessato alla musica pop che al jazz. Sperimentava con chitarra e tastiere e raramente si esercitava al sassofono.
La Berkeley Public School aveva un notevole programma di musica jazz e la jazz band della scuola, diretta da Charlie Hamilton, vinse numerose competizioni con Joshua spesso nominato come miglior solista.
Nonostante non si esercitasse molto spesso comunque ascoltava ripetutamente la musica di Sonny Rollins, Dexter Gordon, John Coltrane e cercava di assimilare lo stile di Charlie Parker, Joe Henderson, Wayne Shorter e altri affermati sassofonisti.
Tuttavia era uno studente molto serio e dava la precedenza agli studi scolastici rispetto alla musica. 
Nel 1986 si diploma ed è il primo della sua classe.
Dopo essersi preso un periodo di pausa si iscrive alla facoltà di sociologia presso l'università Harvard. In quel periodo le sue esperienze musicali si limitavano a poche serate, dopo aver trascorso settimane senza esercitarsi, Joshua talvolta andava ad esibirsi per una serata.
Comunque, durante le pause estive a Boston, Joshua trascorreva molto tempo in compagnia di altri musicisti al Berklee college of music e partecipava alle loro jam sessions.
Nel 1990 debutta in compagnia del padre al Village vanguard.
Si laurea nel 1991 e nello stesso anno si trasferisce a New York nel quartiere di Brooklyn dove vive in una casa con altri musicisti. Qui per la prima volta inizia a fare pratica regolarmente suonando ogni giorno in jam sessions e facendo esperienza sulla scena musicale newyorkese.
A fine novembre 1991 partecipa e suona al Thelonius Monk international jazz saxophone competition e vince. Nel 1992 viene votato come miglior artista emergente dal Jazz times reader's poll.
Da questo momento in poi inizia la sua carriera di musicista.

## Discografia

### Album in studio
- 1993 – Joshua Redman
- 1993 – Wish
- 1994 – Mood Swing
- 1996 – Freedom in the Groove
- 1998 – Timeless Tales (For Changing Times)
- 2000 – Beyond
- 2001 – Passage of Time
- 2002 – Elastic
- 2005 – Momentum
- 2007 – Back East
- 2009 – Compass
- 2013 - Walking Shadows
- 2014 - City Folk
- 2015 - The Bad Plus Joshua Redman
- 2016 - Nearness
- 2018 - Still Dreaming
- 2019 - Come What May
- 2020 - RoundAgain (con Brad Mehldau, Christian McBride e Brian Blade)
- 2023 - Where are we (Blue Note) (con Gabrielle Cavassa)
- 2025 - Words Fall Short (Blue Note)

### Live
- 1994 – Captured Live!
- 1994 - Blues for Pat: Live in San Francisco
- 1995 – Spirit of the Moment - Live at the Village Vanguard
- 2014 - Trios Live